# غالية سبتي
غالية سبتي (من مواليد 19 يوليو 1968) هي متزلجة مغربية لجبال الألب. شاركت في حدثين في الألعاب الأولمبية الشتوية لعام 1992.

## روابط خارجية
- غالية سبتي على موقع أوليمبيديا (الإنجليزية)